# Mike Huckabee
Michael Dale Huckabee, detto Mike (Hope, 24 agosto 1955), è un politico e pastore battista statunitense, ambasciatore degli Stati Uniti in Israele dal 2025 ed in precedenza governatore dell'Arkansas dal 1996 al 2007. Ancor prima, Huckabee ha servito come vicegovernatore dell'Arkansas dal 1993 al 1996. Membro del Partito Repubblicano, Huckabee è un repubblicano molto conservatore e religioso. Inoltre, Huckabee è il padre della governatrice dell'Arkansas Sarah Huckabee Sanders, carica che lui stesso ha ricoperto.

## Biografia
Membro del Partito Repubblicano, si è laureato con lode in teologia ed ha svolto la professione di pastore battista: già nel 1978 faceva parte dello staff del telepredicatore James Robinson.
Ha cominciato la sua carriera politica nel 1992 candidandosi al Senato, ma ricevette il 40% dei voti e venne sconfitto dal democratico Dale Bumpers. Dal 1993 al 1996 fu vice governatore dell'Arkansas. Nel 1996 fu candidato dai repubblicani governatore dell'Arkansas e in queste consultazioni vinse con grande margine nei confronti del democratico uscente Jim Guy Tucker, coinvolto in uno scandalo. Ricevette dagli elettori un secondo mandato nel 2002, quando con il 53% dei consensi superò Jimmie Lou Fisher.
Rimasto in sella fino al 2007, si è candidato alle Primarie per le Elezioni presidenziali degli Stati Uniti del 2008. Contro le previsioni Huckabee vinse il caucus nell'Iowa battendo il candidato favorito Mitt Romney (34% contro 24%), e per un certo periodo riuscì a proporsi come outsider nella corsa alla Casa Bianca grazie all'appoggio ricevuto da numerosi attivisti cristiani.
Nonostante i buoni risultati elettorali in numerosi stati fra cui Kansas e Virginia Occidentale, la carenza di fondi per la campagna elettorale e le limitazioni nel suo programma elettorale non gli hanno permesso di ottenere un numero di delegati sufficiente a contrastare l'ascesa di John McCain, e il 4 marzo 2008 ha annunciato il suo ritiro dalla competizione elettorale arrivando secondo con 278 delegati (seppur ha vinto 8 Stati contro gli 11 di Mitt Romney che però ha ottenuto 4.699.079 voti contro i 4.227.132 di Huckabee ma i 270 delegati di Romney). Si è parlato di lui come un possibile candidato vicepresidente del Partito Repubblicano, prima che McCain scegliesse di assegnare questo ruolo a Sarah Palin.
Nel novembre 2010, riguardo alla diffusione di documenti riservati da parte dell'organizzazione WikiLeaks, ha dichiarato che i responsabili dell'operazione dovrebbero essere condannati a morte.
Il 5 maggio 2015 annuncia a Hope la sua candidatura alle presidenziali del 2016 per i Repubblicani. È il terzo Battista della Convenzione del Sud dopo Ted Cruz e Lindsey Graham. I sondaggi, all'inizio, lo quotavano al 9%, terzo dietro a Jeb Bush e Scott Walker e appaiato al senatore libertario Rand Paul (8,5%), ma con l'intensificarsi della campagna il suo consenso si è assottigliato, venendo infine stimato al 2,2%.
Il 1º febbraio 2016, dopo il primo test delle primarie in Iowa (vinte da outsider nel 2008), in cui giunge nono su dodici candidati, raggiungendo l'1,8% delle preferenze e con un unico delegato, annuncia il suo ritiro dalla corsa presidenziale. È il primo in assoluto ad abbandonare la corsa dopo un voto elettorale ed il primo dello schieramento repubblicano nonché il primo dello Iowa mentre il sesto in assoluto dopo George Pataki, Lindsey Graham, Bobby Jindal, Scott Walker e Rick Perry prima degli inizi. Non dichiara quale candidato sosterrà..
Il 4 maggio 2016, con il ritiro dalla corsa repubblicana di John Kasich e Ted Cruz, l'unico in corsa rimane Donald Trump. Huckabee decide di fare proprio l'appello del partito ad unirsi nell'appoggiare Trump per sconfiggere Hillary Clinton, sostenendo pubblicamente il tycoon. È il primo a fare un endorsement dopo il voto in Indiana (3 maggio), ossia dal momento in cui Trump è rimasto candidato unico.
È il tredicesimo in assoluto a fare un endorsement dopo Lindsey Graham (Bush), Rick Perry (Cruz), George Pataki (Rubio), Bobby Jindal (Rubio), Rick Santorum (Rubio), Chris Christie (Trump), Carly Fiorina (Cruz), Ben Carson (Trump), Lindsey Graham (ri-endorsement per Cruz) Jeb Bush (Cruz), Scott Walker (Cruz), George Pataki (ri-endorsement per Kasich), nono dopo Santorum (Iowa), Christie (Nevada), Fiorina (Michigan-Mississippi-Hawaii-Idaho), Carson (Guam-Washington DC-Wyoming), Graham (Florida-Illinois-Missouri-Carolina del Nord-Ohio-Isole Marianne), Bush (Arizona e Utah), Walker (Utah-Arizona-Nord Dakota-America Samoa), Pataki (Wisconsin) a farlo dopo un voto elettorale. È il primo a fare il suo primo endorsement di tutta la campagna elettorale dopo che Trump è rimasto candidato unico dopo il voto dell'Indiana. È il terzo a sostenere Trump dopo il governatore del New Jersey, il moderato Chris Christie e il neurorchirurgo nero radicale anti-establishment Ben Carson prima dell'abbandono di tutti gli avversari.